# Lista autorilor români de manuale de matematică
Aceasta este o listă de autori români de manuale de matematică pentru învățământul preuniversitar.

## Invățământ liceal

### A
- Liana Agnola
- Tiberiu Agnola
- Valentina Alexianu
- Gheorghe Andrei
- Alexandru Andronic
- Petruș Alexandrescu
- Dorin Andrica
- Marian Andronache
- Nicolae Angelescu

### B
- Constantin Basarab
- Mircea Becheanu
- Orban Bela
- D. Berbenția
- Livia Bercu
- Nicu Boboc
- I. G. Borca
- Dan Brânzei
- Mihai Bălună
- Victor Bălșeanu
- C. Birta
- Zlate Bogdanof
- I. G. Borca
- Cristian Buican
- Daniel Bulacu
- Viorica Bulmez
- Marius A. Burtea
- Georgeta P. Burtea

### C
- Virgil Căzănescu
- M. Călugăru
- Gina Caba
- Viorel Catană
- Iaroslav Chebici
- Ion Cheșcă
- Mihai Chiraleu
- Marin Chirciu
- Maria Taraș-Chirculescu
- Eustațiu Ciocanilli
- Costel Chiteș
- Lucia Chișiu
- Ion Chițescu
- Alexandru Cojocaru
- Ion Colojoară
- Gabriela Constantinescu
- Laura Constantinescu
- Meri Constantinescu
- A. Coandă
- Augustin Coța
- Virgil Craiu
- Ioan Crăciunel
- Alina Crăciun
- Mihai Crăciun
- Mihalache, M. Crăciun
- Petrișor Cristea
- Iacob Crișan
- Thomas Csinta
- Ion Cuculescu
- Irina Cunțan

### D
- Nicolae Dinculeanu
- Tudor Deaconu
- Nicolae Dragomir
- Dănuț Drăcea
- Dumitu Dorobanțu
- Inocențiu Drăghicescu
- Florin Droc
- Gheorghe Dumitrescu
- Monica Dumitrescu

### E
- Bogdan Enescu
- E.I.Eriksen
- E.B.Eriksen

### F
- Mircea Fianu
- M. Florescu
- Victoria Florescu
- Paul Flondor
- Andreea Foransbergher

### G
- Laurențiu N. Gaiu
- Mircea Ganga
- Victor Geongalău
- Eremia Georgescu-Buzău
- Nicolae Ghiciu
- Adrian P. Ghioca
- Ion Giurgiu
- Radu Gologan
- Ion Th. Grigore
- Marin Gușatu
- Aurelia Gomolea
- Gheorghe Grigore
- Gheorghe Gussi

### H
- Csapo Hajnalka
- Gheorghe Herescu
- A. Hollinger

### I
- Caius Iacob
- Ilie Petre Iambor
- Mariana Iancu
- Steriu Ianuș
- Niculina Ilarion
- Romeo Ilie
- Ion D. Ion
- Constantin Ionescu-Bujor
- Doru Isac

### J
- Eugen Jehan
- Szilaghi Jutka

### K
- Ștefan Kleitsch
- Ecaterina Kurthy
- Dane Karoly
- Kakso Ferenkcu

### L
- Ion C. Ligor

### M
- Ioan V. Maftei
- Ioan Marinescu
- P. Marinescu
- Pavel Matei
- Eugen Mărgăritescu
- Solomon Marcus
- Nicolae Marin
- Adela Mihai
- Ion Mihai
- Dan Mihalca
- Gheorghe Mihoc
- N. Micu
- Luminița Mircea
- Ștefan Mirică
- Mariana Mogoș
- Vasile Monacu
- Dorin Moraru
- Cristinel Mortici

### N
- Petre Năchilă
- Cătălin Năchilă
- Constantin Năstăsescu
- Gheorghe Necșuleu
- Ion Necșuleu
- Neculai I. Nediță
- Victor Ioan Nicolae
- Brândușa Nicolaescu
- Cătălin Petre Nicolescu
- Georgiana Nicolescu
- Liliana Niculescu
- Constantin Niță
- Mircea H.Orasanu

### O
- Daniela Nițescu
- Ivanca Olivotto
- Constantin Ottescu
- Horia Orasanu
- Gabriela Oprea

### P
- Laurențiu Panaitopol
- Victoria Pădureanu
- Ion Pătrașcu
- Constantin Pătrășcoiu
- Alice  Raluca Petrescu
- Ion Petrică
- Cristu Petrișor
- Mihai Piticari
- Liviu Pârșan
- Carina Pârvulescu
- Elena Felicia Popa
- Sorin Popa
- Adrian Popescu
- George Popescu
- D. R. Popescu
- Olimpia Popescu
- Constantin P. Popovici
- Manuela Prajea
- Gheorghe Preda
- Liliana Preoteasa
- Florea Puican

### R
- D. Rangu
- C. Rădulescu
- Petre Răducan
- Mariana Răduțiu
- Marta Rado
- Eugen Radu
- Nicolae Radu
- Marius Rădulescu
- Sorin Rădulescu
- Ionică Rizea
- Gheorghe Rizescu
- Mihail Roșu
- I. Roșu
- Sergiu Rudeanu
- Eugen Rusu

### S
- Tatiana Saulea
- Dumitru Săvulescu
- Dan Seclăman
- Gheorghe D. Simionescu
- Boris Singer
- Mihaela Singer
- Nicolae Soare
- Octavian Stănășilă[1]
- Ilie Stănescu
- E. Stătescu
- Gheorghe Stoianovici
- Gabriela Streinu-Cercel
- T. Stoica
- Marius Stoka
- Mihai Sorin Stupariu
- Andras Szilard

### Ș
- Ovidiu Șontea
- Alexe Ștefan
- Cornel Ștefan
- Mugurel Ștefan
- Virgil Ștefan

### T
- Kostache Teleman
- Ioan Tomescu
- Valeria Tomuleanu
- Florian Tuduce
- Lucian Tuțescu
- George Turcitu

### Ț
- Marcel Țena
- Ionel Țevy
- Constantin Ionescu-Țiu

### U
- Tatiana Udrea
- O. Udrea
- Constantin Udriște
- Radu Urseanu
- Simion Ursu

### V
- Andrei Vernescu
- Gheorghe Vernic
- M. Vâlsan
- Liviu Vlaicu
- Florica Vornicescu
- Cristian Voica
- Florin-Jalea Vulpescu

### Z
- Adrian Zanoschi

## Invățământ gimnazial
- Cristian Alexandrescu
- Lenuța Andrei
- Constantin Basarab
- Andrei Băleanu
- Alina Carmen Birta
- Sorin Borodi
- Mădălina Călinescu
- Răzvan Ceucă
- Ion Cicu
- Adrian Ciupitu
- Vlad Copil
- Cătălin Cristea
- Eliza-Mihaela David
- Dănuț Drăcea
- Ani Drăghici
- Anca-Ileana Dumitrescu
- Florentina Amalia Enea
- Anișoara Gheorghe
- Niculaie Ghiciu
- Radu Gologan
- Ioana Iacob
- Emilia Iancu
- Dorin Linț
- Maranda Linț
- Silvia Mareș
- Mona Marinescu
- Corina Mianda Mîinescu
- Ion Cătălin Mîinescu
- Camelia Elena Neța
- Ciprian Constantin Neța
- Cristian Teodor Olteanu
- Ioan Pelteacu
- Marius Perianu
- Elefterie Petrescu
- Camelia-Sanda Popa
- Maria Popa
- Maria Popescu
- Vicențiu Rusu
- Dan Seclăman
- Petre Simion
- Mihaela Singer
- Ștefan Smarandache
- Ștefan Smărăndoiu
- Tiberiu Spircu
- Floarea Stancu
- Cătălin Stănică
- George Turcitu
- Consuela Voica
- Cristian Voica
- Claudia-Vasilica Voiculescu
- Dumitru-Ion Voiculescu
- Dan Zaharia
- Maria Zaharia
- Stefan Zarea

## Invățământ primar
- Crenguța Alexe
- Virginia Alexe
- Corina Andrei
- Aurelia Arghirescu
- Constanța Bălan
- Gabriela Bărbulescu
- Viorica Boarcăș
- Ecaterina Bonciu
- Carmen Alina Birta
- Otilia Brebenel
- Angelica Călugărița
- Ana Maria Cănăvoiu
- Gheorghe Mandizu Cătrună
- Liliana Cătrună
- Rodica Chiran
- Nicoleta Ciobanu
- Adrian Ciupitu
- Doina Cîndea
- Ion Cojocaru
- Camelia Coman
- Valeria Cristici
- Anița Dulman
- Iliana Dumitrescu
- Alexandrina Dumitru
- Gheorghe Herescu
- Niculina Ilarion
- Corina Istrate
- Manuela Koszarus
- Aurel Maior
- Elena Maior
- Dora Măcean
- Cleopatra Mihăilescu
- Mariana Mogoș
- Vasile Molan
- Elena Niculae
- Ștefan Pacearcă
- Tudora Pițilă
- Olga Pîrîială
- Mihaela Ada Radu
- Eugenia Șincan
- Nicoleta Stan
- Niculina Stănculescu
- Aida Stoian
- Nicoleta Todoran
- Cristina Voinea